# سرخس پوشیده ستاره‌ای
سرخس پوشیده ستاره‌ای (نام علمی: Notholaena standleyi) نام یک گونه از سرده سرخس پوشیده است.